# George Pușcaș
George Alexandru Pușcaș (Margitta, 1996. április 8. –) magyar származású román válogatott labdarúgó, az angol Reading csatára.